# Sennedžem
| T23 · N35 | M29 | Aa15 · Y1 |

| T23 · N35 | M29 | Aa15 · Y1 |

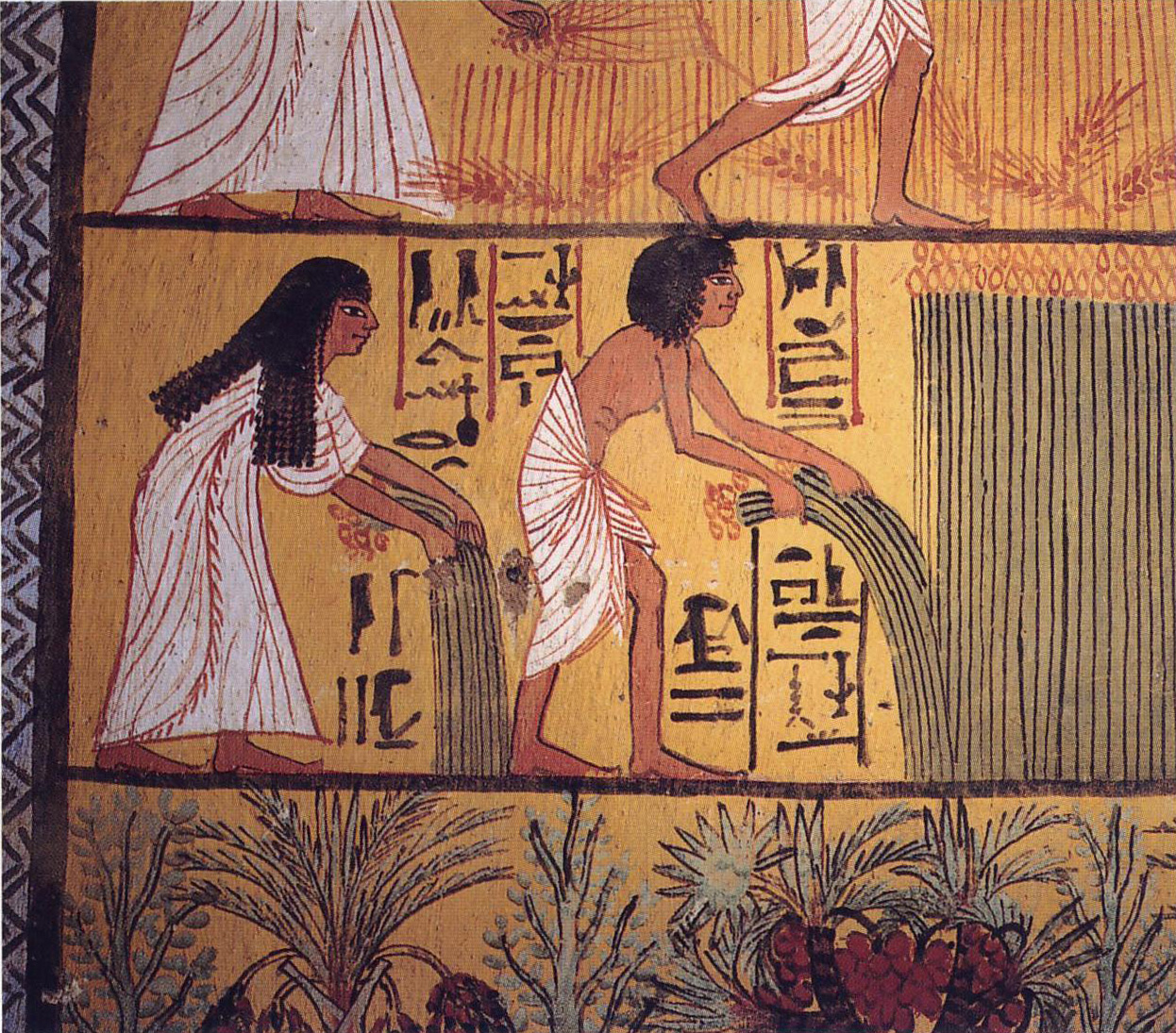
Sennedžem a jeho žena Iyneferti sklízejí obilí

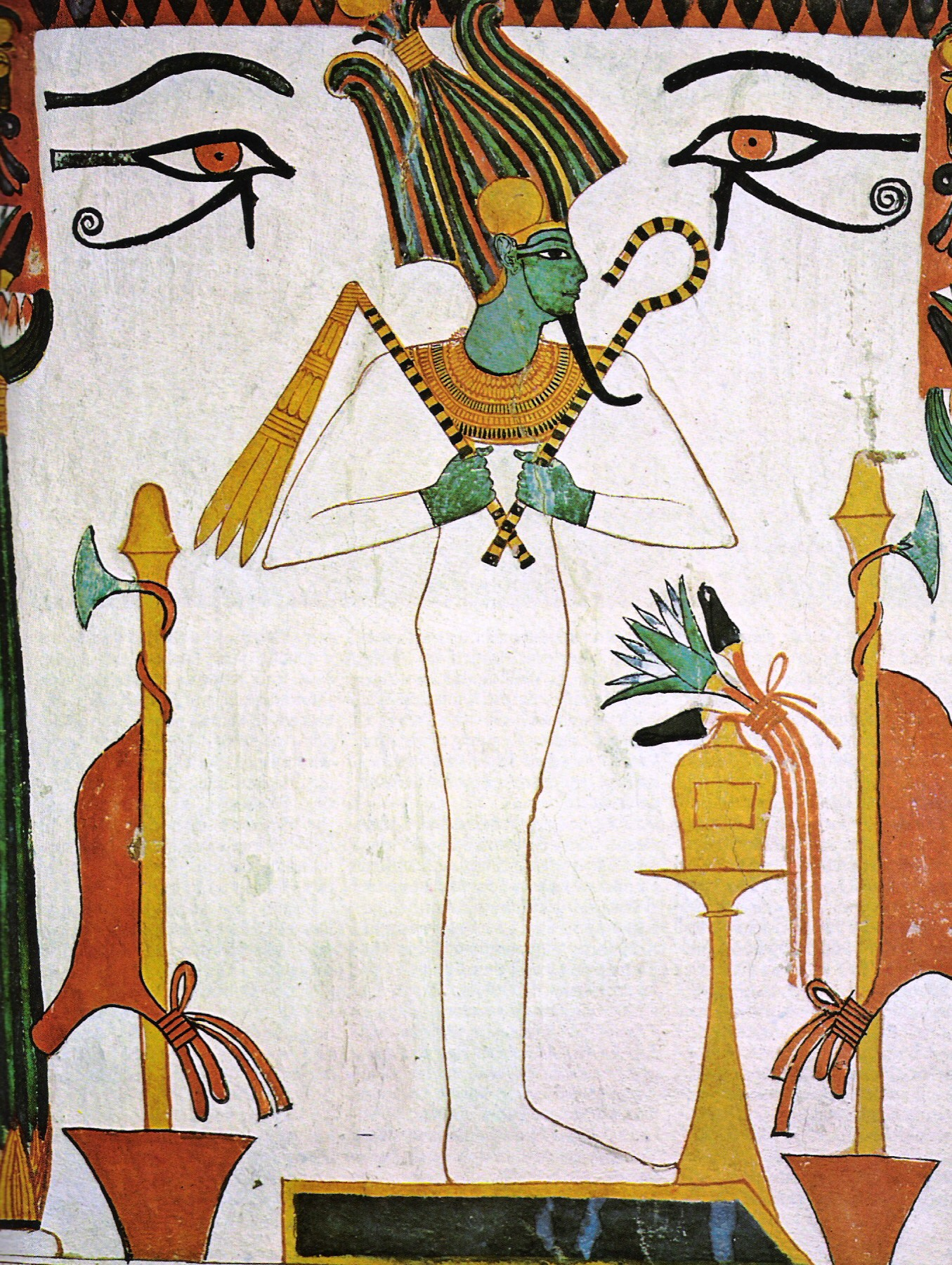
Osiris z hrobky Sennedžema

Sennedžem byl umělec a stavitel za krále Setiho I. a Ramesse II. z 19. dynastie. Pracoval na hrobkách v královské nekropoli. Byl pohřben spolu se svou ženou Iyneferti a rodinou v hrobce v Dér el-Medíně.
Jeho hrobka TT1 byla objevena v roce 1886. Je jednou z mála nedotčených hrobek.
Jeho otec byl Chabechnet a matka Tahennu. Jeho žena byla Iyneferti, se kterou měl minimálně deset dětí (4 syny a 6 dcer).